# Pothos polystachyus
Pothos polystachyus är en kallaväxtart som beskrevs av Adolf Engler och Kurt Krause. Pothos polystachyus ingår i släktet Pothos och familjen kallaväxter.
Artens utbredningsområde är Papua Nya Guinea. Inga underarter finns listade.